# (3028) Zhangguoxi
(3028) Zhangguoxi ist ein Asteroid des Hauptgürtels, der am 9. Oktober 1978 am Purple-Mountain-Observatorium in Nanjing entdeckt wurde.
Die Herkunft des Namens ist nicht bekannt.